# 타오스

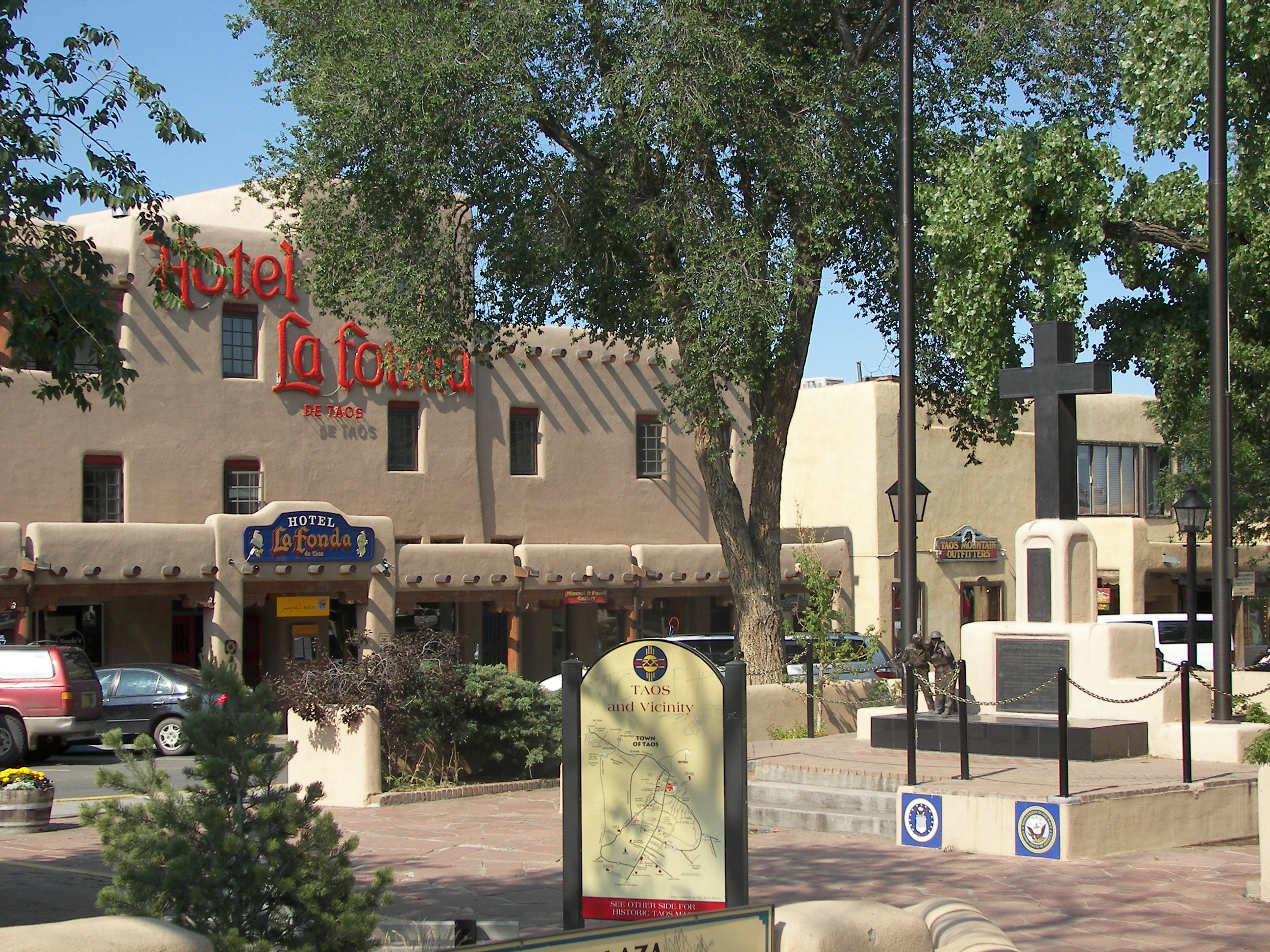
타오스 프라자에 있는 라폰다(La Fonda) 호텔

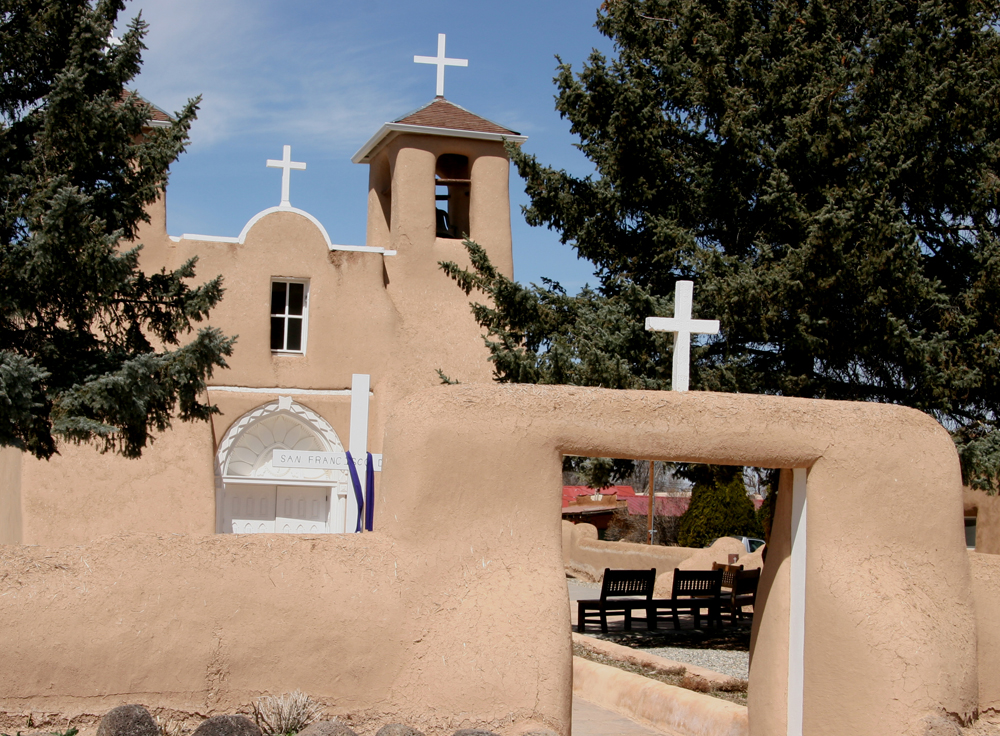
랜초스 더 타오스에 있는 산프란시스코 아시스교회

타오스(Taos)는 뉴멕시코주 북쪽에 있는 마을(Town)으로 고원지대의 넓은 광야를 앞에두고 높고 푸른 상그레 더 크리스토(Sangre de Cristo)산을 뒤에 두고 있다. 타오스의 위치는 샌타페이(Santa Fe)에서 약 110Km(69마일) 북쪽이 되며 해발 2124m가 되는 지대이다. 타오스의 북쪽에는 인디언 마을, 타오스 푸에블로(Taos Pueblo)가 있는데 이 푸에블로는 1000여년의 역사를 가졌고 지금도 주민이 거주하고 있는 마을로서 유네스코 세계유산(UNESCO World Heritage Site)으로도 지정된 푸에블로다. 타오스가 특별히 널리 알려지기 시작한것은 19세기 말에서 20세기 초에 이르러서 미술가들이 매력적인 이지역의 자연에 이끌려 이주해와서 타오스의 경치와 푸에블로 인디언을 대상으로한 작품을 많이 발표 한 것으로 인해서 타오스는 널리 알려지게 되었다. 유럽과 미국에서 공부한 서양화가들이 많이 이주 해와서 타오스에 미술가의 부락(Art Colony)이 형성되게 되었다. 1960년대에 이르러서는 미술을 좋아하는 관광객이 더 늘어나고 갤러리 또한 늘어나서 작은 산타페같은 미술의 마을로 발전 되었다. 타오스의 인구는 2020년 인구조사 통계로 6,474명이었고 2023년 인구는 6,631명으로 추산하고 있다. 갤러리 (Gallery) 수는 80개가 넘는다. 여름철 관광 씨즌이 되면 인구는 1만5천 명 정도로 늘어난다.

## 인구
| 인구조사              | 인구  | Note  | %±    |
| --------------------- | ----- | ----- | ----- |
| 1940년                | 965   |       | —     |
| 1950년                | 1,815 |       | 88.1% |
| 1960년                | 2,163 |       | 19.2% |
| 1970년                | 2,475 |       | 14.4% |
| 1980년                | 3,369 |       | 36.1% |
| 1990년                | 4,065 |       | 20.7% |
| 2000년                | 4,700 |       | 15.6% |
| 2010년                | 5,716 |       | 21.6% |
| 2019 (추산)           | 5,929 | [ 1 ] | 3.7%  |
| U.S. Decennial Census |       |       |       |

## 기후
| Taos, New Mexico의 기후               | Taos, New Mexico의 기후 | Taos, New Mexico의 기후 | Taos, New Mexico의 기후 | Taos, New Mexico의 기후 | Taos, New Mexico의 기후 | Taos, New Mexico의 기후 | Taos, New Mexico의 기후 | Taos, New Mexico의 기후 | Taos, New Mexico의 기후 | Taos, New Mexico의 기후 | Taos, New Mexico의 기후 | Taos, New Mexico의 기후 | Taos, New Mexico의 기후 |
| 월                                    | 1월                     | 2월                     | 3월                     | 4월                     | 5월                     | 6월                     | 7월                     | 8월                     | 9월                     | 10월                    | 11월                    | 12월                    | 연간                    |
| ------------------------------------- | ----------------------- | ----------------------- | ----------------------- | ----------------------- | ----------------------- | ----------------------- | ----------------------- | ----------------------- | ----------------------- | ----------------------- | ----------------------- | ----------------------- | ----------------------- |
| 역대 최고 기온 °F (°C)                | 66 (19)                 | 73 (23)                 | 77 (25)                 | 82 (28)                 | 93 (34)                 | 97 (36)                 | 99 (37)                 | 99 (37)                 | 94 (34)                 | 86 (30)                 | 83 (28)                 | 66 (19)                 | 99 (37)                 |
| 일평균 최고 기온 °F (°C)              | 40.0 (4.4)              | 45.4 (7.4)              | 52.9 (11.6)             | 62.8 (17.1)             | 72.0 (22.2)             | 82.1 (27.8)             | 85.6 (29.8)             | 83.3 (28.5)             | 76.5 (24.7)             | 65.9 (18.8)             | 52.2 (11.2)             | 41.8 (5.4)              | 63.4 (17.4)             |
| 일평균 최저 기온 °F (°C)              | 9.7 (−12.4)             | 16.3 (−8.7)             | 22.9 (−5.1)             | 29.6 (−1.3)             | 37.6 (3.1)              | 45.6 (7.6)              | 51.0 (10.6)             | 49.8 (9.9)              | 42.6 (5.9)              | 32.0 (0.0)              | 20.9 (−6.2)             | 12.2 (−11.0)            | 30.8 (−0.7)             |
| 역대 최저 기온 °F (°C)                | −27 (−33)               | −27 (−33)               | −11 (−24)               | 0 (−18)                 | 13 (−11)                | 28 (−2)                 | 36 (2)                  | 36 (2)                  | 22 (−6)                 | 0 (−18)                 | −21 (−29)               | −27 (−33)               | −27 (−33)               |
| 평균 강수량 인치 (mm)                 | 0.67 (17)               | 0.61 (15)               | 0.82 (21)               | 0.90 (23)               | 1.20 (30)               | 0.90 (23)               | 1.64 (42)               | 1.85 (47)               | 1.28 (33)               | 1.08 (27)               | 0.73 (19)               | 0.63 (16)               | 12.31 (313)             |
| 평균 강설량 인치 (cm)                 | 7.2 (18)                | 5.2 (13)                | 4.9 (12)                | 1.8 (4.6)               | 0.4 (1.0)               | 0 (0)                   | 0 (0)                   | 0 (0)                   | 0 (0)                   | 0.5 (1.3)               | 2.8 (7.1)               | 6.2 (16)                | 29 (73)                 |
| 평균 강수일수                         | 4                       | 5                       | 5                       | 5                       | 6                       | 5                       | 10                      | 10                      | 6                       | 5                       | 4                       | 4                       | 69                      |
| 출처: Western Regional Climate Center |                         |                         |                         |                         |                         |                         |                         |                         |                         |                         |                         |                         |                         |

## 타오스플라자(Taos Plaza)

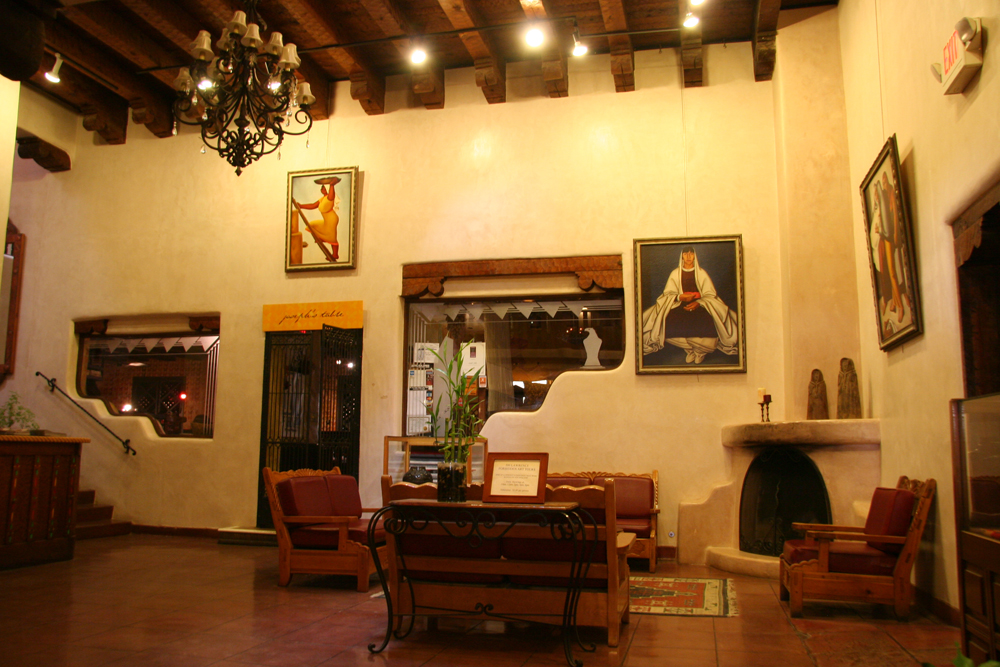
라폰다(La Fonda)호텔의 로비

다운타운(Downtown)의 중심이 되는 플라자는 선물상가로 둘러 싸여 있고 관광객이 가장 많이 붐비는 곳이다. 1796년 스페인왕의 명으로 이곳 주민에게 무상 토지불하를 하여 지금의 플라자땅에 사각형의 형태로 집을 짓고 스페인 사람들이 집단으로 살기 시작했는데 1930년경에 이르러 오늘의 플라자와 같은 모양을 갖추게 되었다. 플라자 남쪽편에는 1937년에 지은 라폰다(La Fonda)호텔이 있다. 호텔 로비에 들어서면 지역 화가들의 그림들로 벽이 장식 되어 있음을 보게 된다. 마치 미술관에 들어선 느낌을 준다. 이 호텔에는 영국의 소설가 D. H. 로렌스(Lawrence)가 그린 그림도 보관하고 있는데 예술적 가치 보다는 1928년 영국 런던에서 전시하다가 추한그림으로 지적당해 압수 되었다가 영국에서 추방 당했다는 사실 때문에 여행객의 관심꺼리가 되기도 한다. 플라자 북쪽편에는 옛날 재판소로 썼던 건물이 있다. 지금은 아래층이 상가로 쓰이고 있으나 2층에는 1935년에 네사람의 화가에 의해 그린 벽화(Murals)가 보존되어 있다. 플라자에는 퇴역군인기념(Veterans Memorial) 비석과 동상이 있고 서쪽에 있는 팔각정같은 가제보(Gazebo)에서는 여름철 매주 목요일 오후 6시~8시에 시민을 위한 음악공연이 있다. 플라자에서 북쪽 지역으로 들어가면 갤러리와 식당이 많이 모여 있다.

## 타오스 푸에블로 (Taos Pueblo)

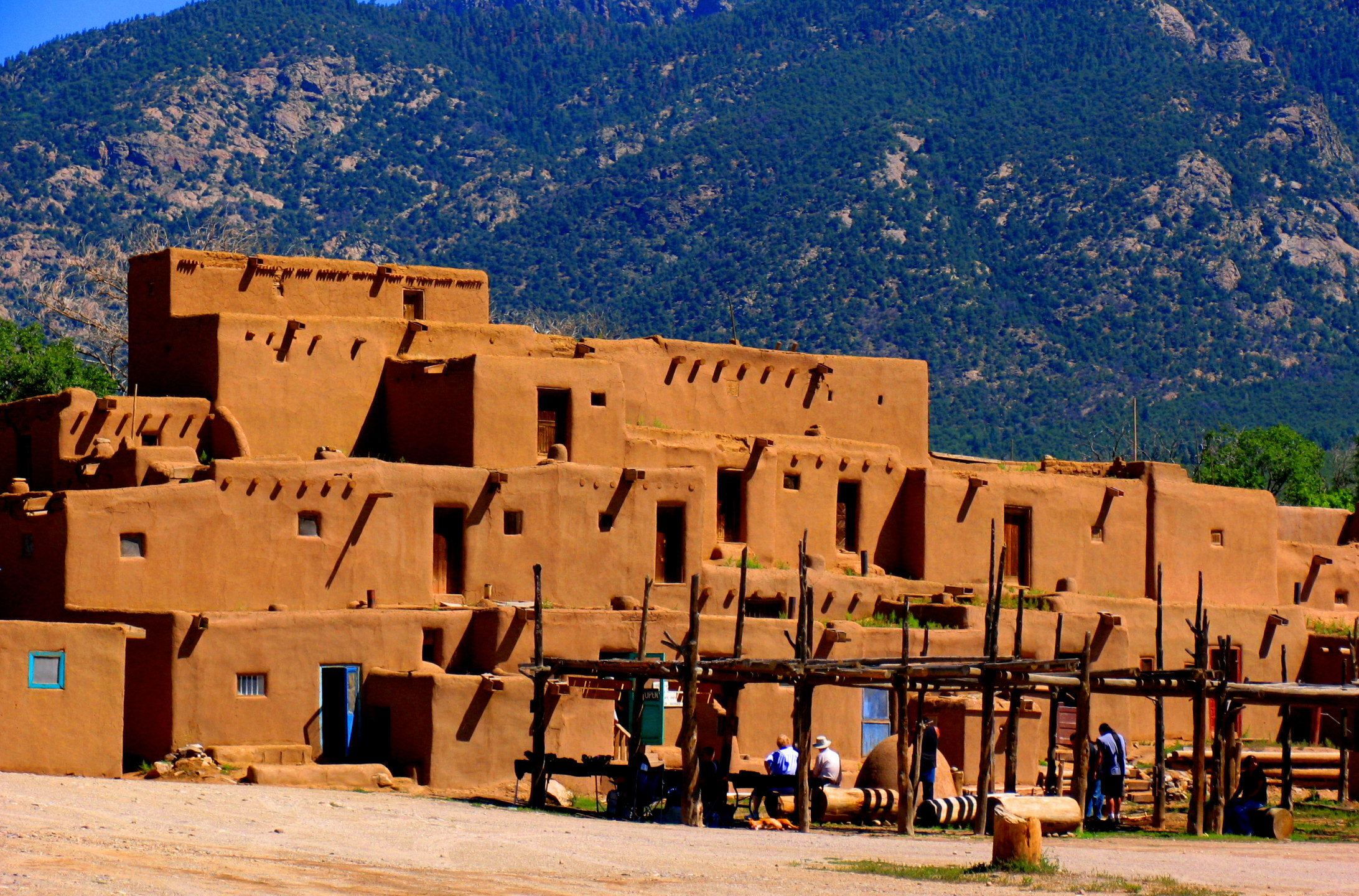
타오스 푸에블로

천년 넘게 살아온 타오스 인디언의 마을이다. 다운타운에서 북쪽 2마일 떨어진 거리에 있다. 2층에서 5층에 이르는 어도비(Adobe) 건축물이 시선을 끈다. 인디언 건물 중에서 이 건물만큼 화가에 의해 많이 그려지고 사진 작가에 의해 많이 찍혀진 건물은 없을것이다. 1992년 유네스코 세계유산으로 지정되었고 1960년 미국역사기념물(National Historic Landmark)으로 지정된 건물이다. 현대 건물의 필수인 수도와 전기를 지금도 거부하고 옛것을 보존하고 있는 이 어도비 흙벽돌 건물에 2006까지 약 150명의 주민이 상주하고 있었스나 2015년에 와서는 불과 20명이다. 타오스 프에블로에 속한 인디언의 인구는 1900명이며 대부분의 주민은 마을 밖 인디언 보호구역내에서 현대식 주택을 짓고 살고 있지만 전통을 보존 하기 위해 어도비 건물안의 집을 하나는 소유하고 명절과 종교 예식이 있을 때만 프에블로에 있는 집에 와서 예식에 참여하는 사람도 많다고 한다. 년간10만명의 관광객이 다녀 간다고 한다. 3월과 4월 사이에는 그들의 종교행사로 약 6주간 관광객이 들어갈수 없다.

## 매블 다지 루한의 집

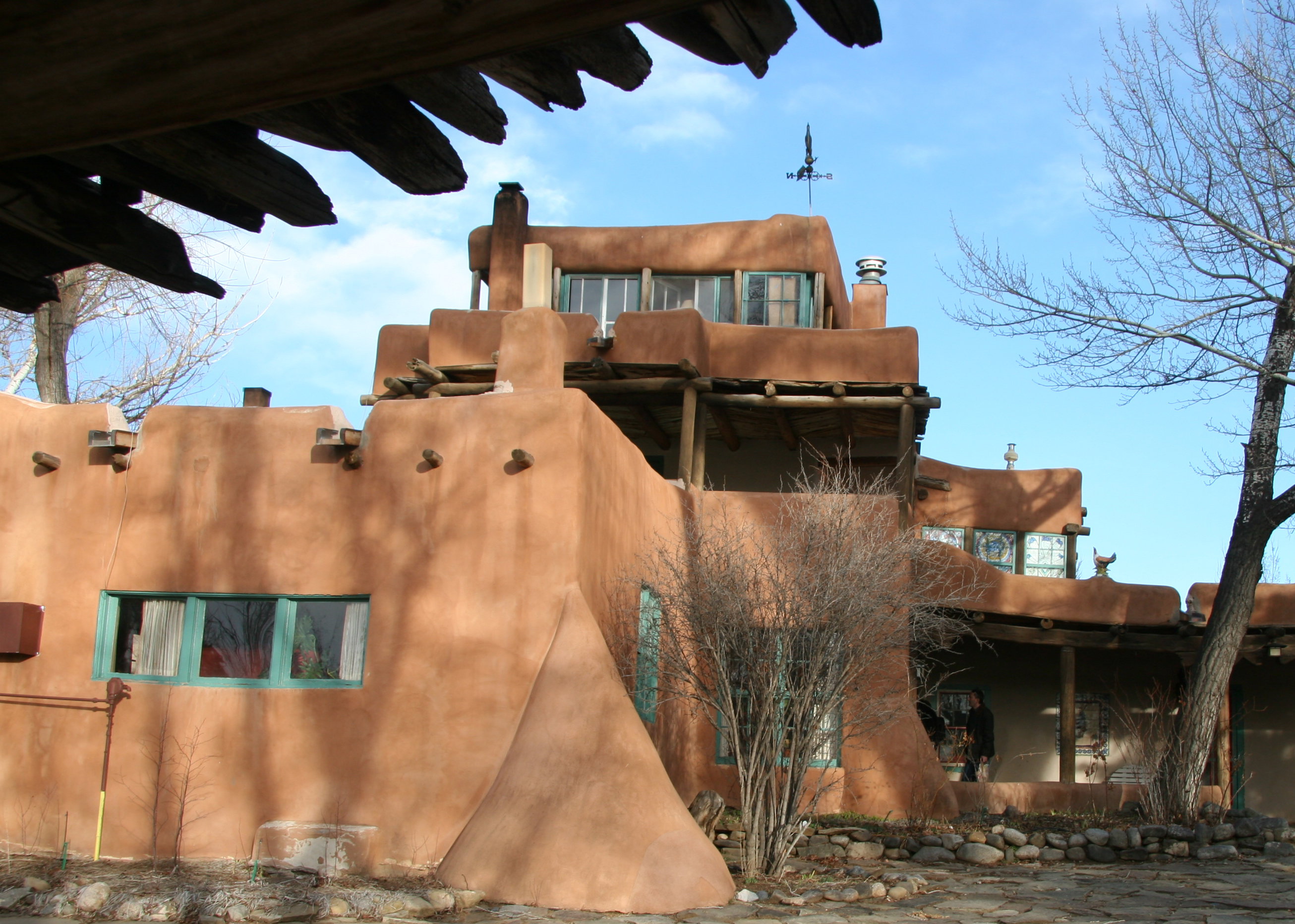
매블 다지 루한의 집. 푸에블로 리바이벌 건축양식의 어도비 집이다.

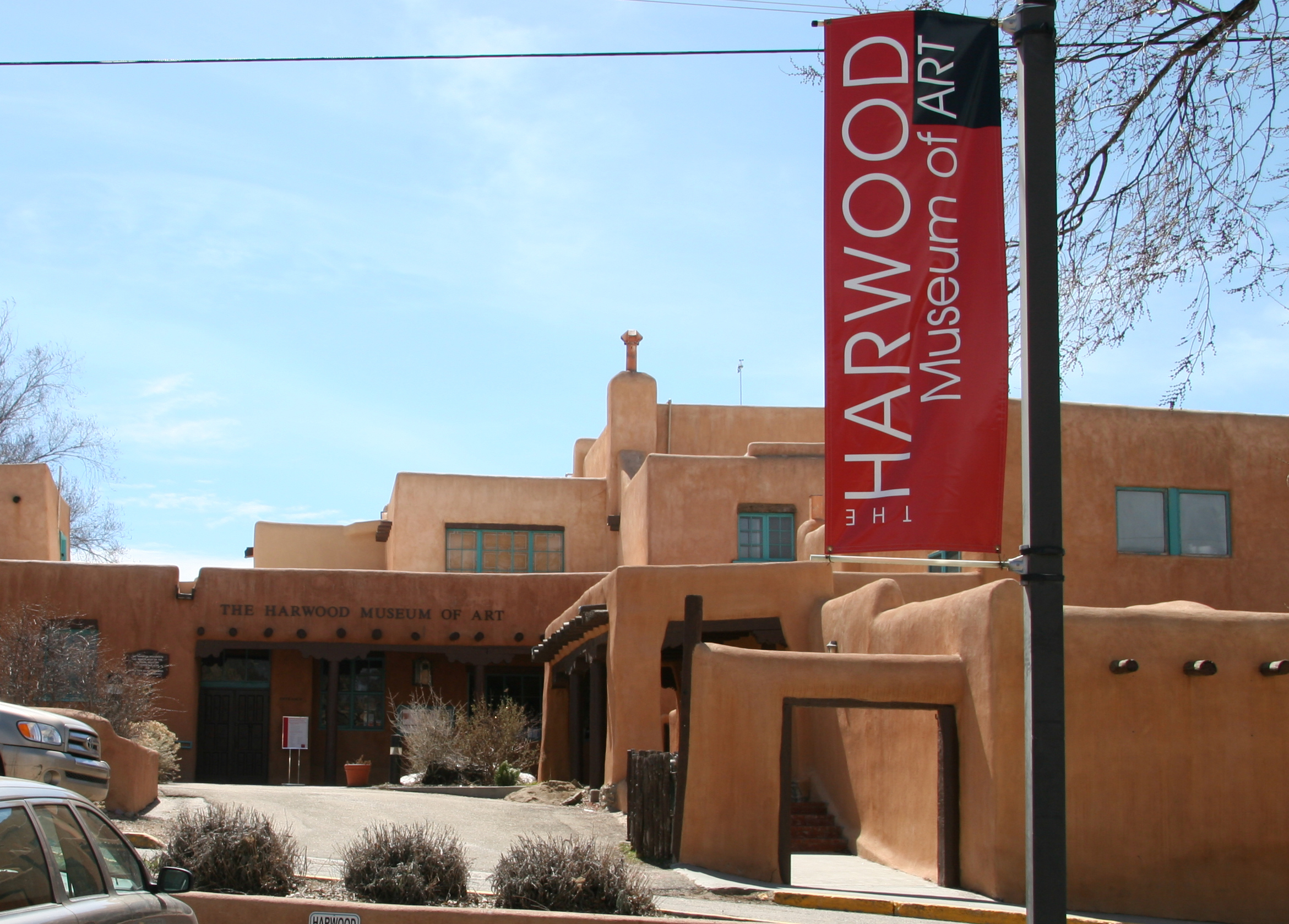
하우드미술박물관

1900년도 초기 타오스에 많은 예술가가 모여 살게되고 또 미국 전역에 타오스가 널리 소개된것은 매블 다지 루한(Mabel Dodge Luhan)이란 여인의 역할이 컸다. 뉴욕의 부유한 은행가의 딸이였고 작가 이면서 이탈리아 플로렌스(Florence)에서도 살았고 뉴욕에 돌아와서 그의 살롱(Salon)을 통해서 많은 저명인사와 교류하면서 예술가들을 후원하는 일을 많이했다. 1919년 타오스로 이주해와서 집과 토지를 매입했는데 이때 타오스 푸에블로 인디언인 토니루한(Tony Lujan)을 알게된다. 토니는 인디언 천막 티피(Teepee)를 매블의 집앞에 세워 놓고 기거하며 매일 저녁이 되면 북을 두드리면서 구혼을 청했다. 1923년 결혼하여 1962년 사망할때까지 함께 40년을 살면서 이 내외는 무수히 많은 예술가를 초청해서 그의 집에 머물게 하고 타오스로 이주해온 예술가들을 돕고 후원했다. 이곳을 다녀간 예술인들 중에는 세계적으로 잘 알려진 사람이 많다. 예를 들면 영국 작가로 D. H. 로렌스(Lawrence), 올더스 헉슬리( Aldous Leonard Huxley), 스위스 심리학자 카를 융(Carl Gustav Jung), 화가로는 조지아 오키프(Georgia O’Keeffe), 니코라이 페친(Nicolai Fechin), 사진작가 안셀 애덤스(Ansel Adams)등이 있다. 1991년 매블이 살던 이 집은 미국역사기념물(National Historic Landmark)로 지정되었고 일반에게 공개되며 여관(Bed & Breakfast Inn)으로 쓰이고 있다. 매블 루한의 일생을 소개하는 다큐멘터리를 미국의 PBS-TV에서 방영할 목적으로 앨버커키에 있는 교육방송 KNME-TV의 도움을 받으며 제작하고 있다는 보도가 있다. 2012년 여름에 방영 될 것으로 예정하고 있다고 한다.

## 박물관

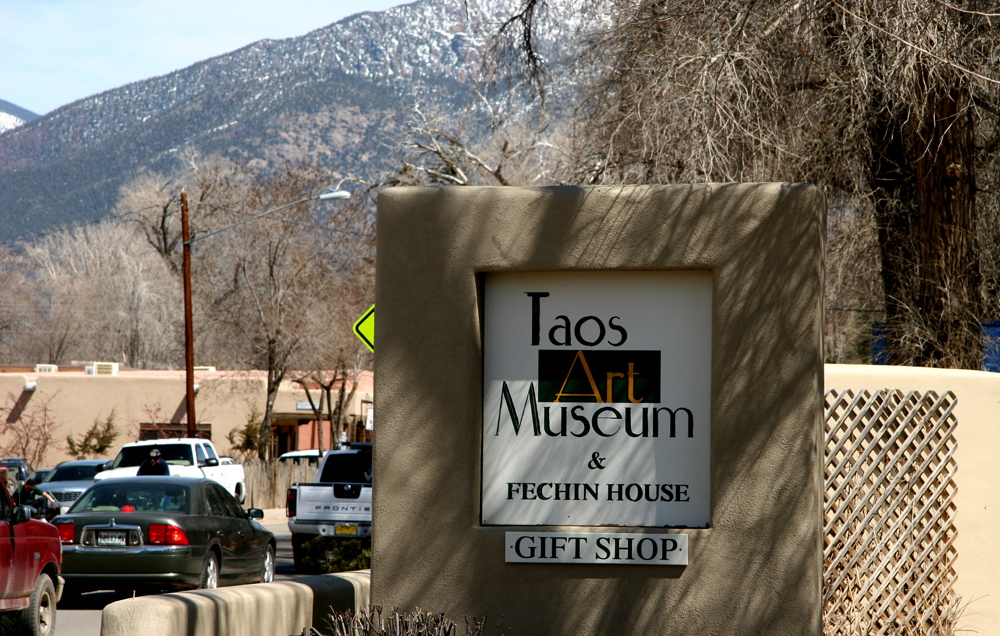
타오스 미술박물관 입구의 간판

- 하우드미술박물관(Harwood Museum of Art) - 프라자에서 남쪽으로 걸어가면 레독스가(Ledoux Street)가 나온다. 좁은 길이여서 일방통행만 된다. 갤러리와 얫날 화가들이 살던 집들이 많이 나온다. 나바호 인디언의 화가인 R.C. 골만(Gorman)의 갤러리가 있고 1898년 타오스근처에서 마차 바퀴가 망가져 타오스에 와서 수리하는 동안 타오스에 반해서 이곳으로 이주했다고 전하는 얘기의 주인공 블루멘샤인(Blumenshein) 화가가 살던 집도 있다. 레독스가의 끝부분에 이르면 하우드미술박물관이 나온다. 이 건물은 1920년경 하우드 부부가 살던집이였는데 이 지역의 도서관으로 이용하도록 집을 내어놓았다가 미술계를 위해서 이용되길 바라는 소원에 따라 뉴멕시코대학(University of New Mexico)에 기증되어 뉴멕시코대학(UNM)에서 관리하는 미술 박물관이 되었다. 그 까닭에 UNM학생들은 입장료가 면제된다. 1910년대의 미술, 조각, 사진작품들을 포함해서 현대 미술도 많이 전시한다.
- 타오스 미술박물관(Taos Art Museum) - 타오스 미술박물관은 러시아 미술가 니코라이 페친(Nicolai Fechin)이 살던 집이였다. 타오스의 미술품을 재 수집하려는 시도와 지역의 미술을 육성시키려는 목표를 가지고 약 5백만불의 자금을 투입해서 확장중에 있다. 소장품 중에는 타오스 미술인회(Taos Society of Artists)회원의 작품 300점이 포함되어 있다. 이 건물은 1979년 12월31일 미국사적지(史跡地,U.S. National Register of Historic Places )로 등록되었다. 플라자 북쪽 1/4마일 떨어진 곳에 있다.
- 밀리센트롸저스박물관(Millicent Rogers Museum) - 1956년 롸저스가(家)에서 세운 박물관이다. 타오스 지역의 스페인, 인디언, 앵글로 미술 공예품을 수집 전시하고 있다. 타오스 북쪽 4마일 지점에 (64번 도로에서 1/2마일 남쪽) 있다.

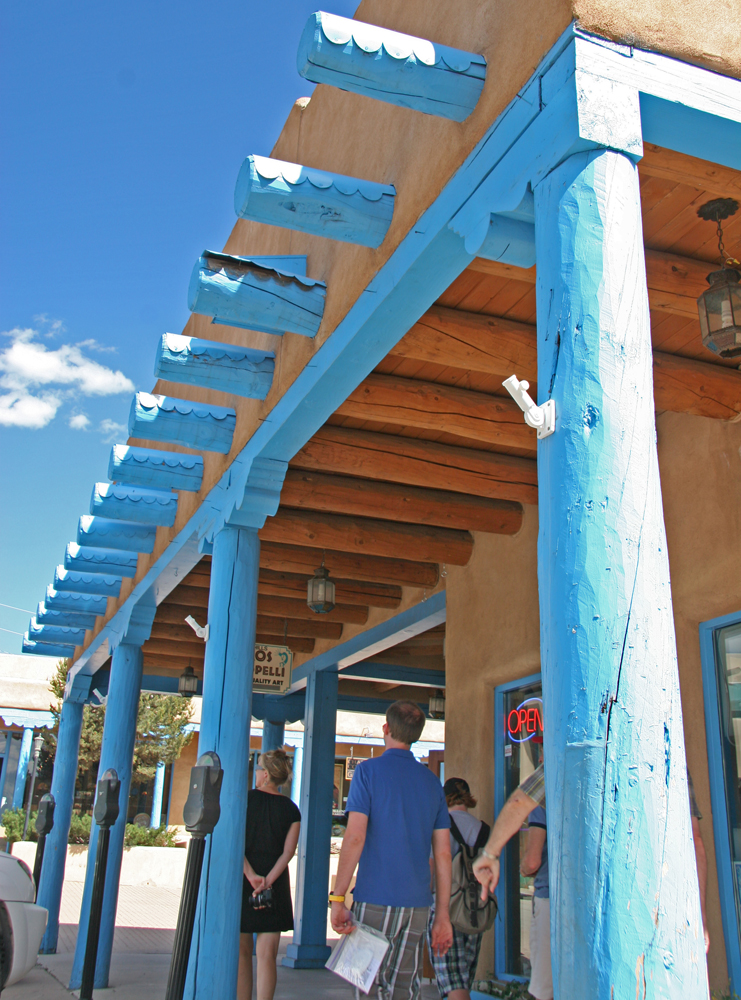
타오스 푸에블로 리바이발 스타일 건물의 상점

## 산프란시스코 아시스교회
타오스에서 남쪽으로 4마일 떨어진 곳에 랜초스데타오스(Ranchos de Taos)란 마을이 있다. 이곳에는 유명한 산프란시스코 데 아시스교회(San Francisco de Asis Church)가 있다. 1810년에 세워진 어도비(Adobe)스타일의 건물이다. 많은 화가와 사진작가들에 의해서 널리 알려진 교회다. 조지아 오키프는 스페인 이주자들이 세운 건물중 가장 아름다운 건물이라고 칭찬을 했다. 그가 이 교회를 그린 네장의 작품이 남아 있다. 사진 작가 안셀 애덤스도 이 교회를 찍은 작품을 다수 남겼다. 1970년 미국역사기념물로 등재되었다. 세계문화유산 교회로도 등록되었다.

## 리오그란데 협곡 다리

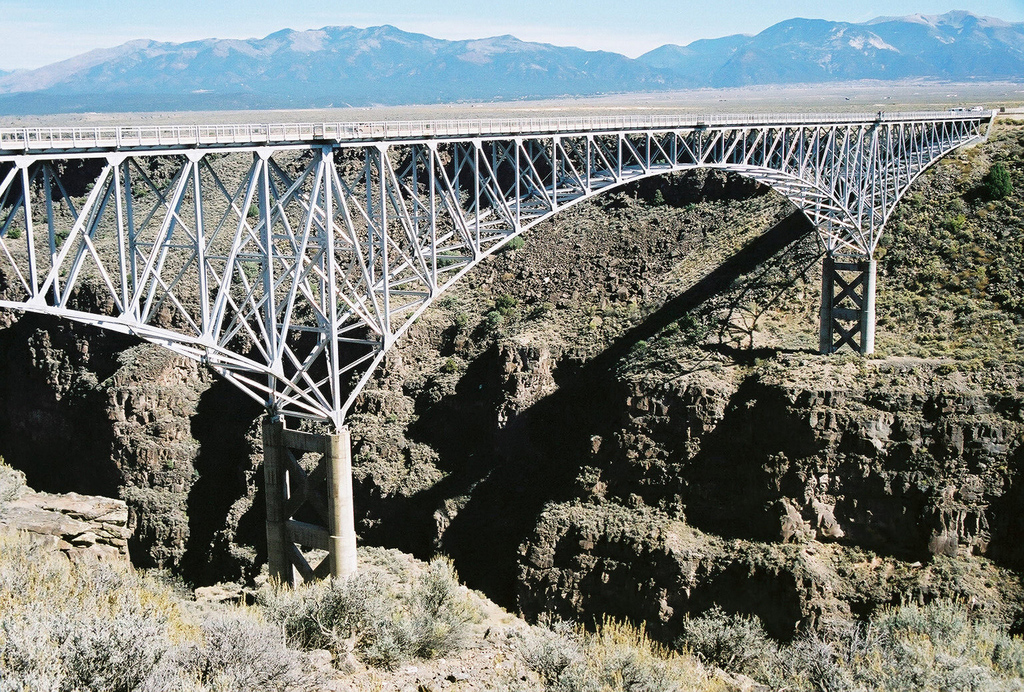
리오그란데 협곡을 가로 지른 다리

리오그란데 협곡 다리(Rio Grande Gorge Bridge)는 타오스 서쪽의 넓은 평지로된 분지, 중앙을 짤라 버린듯한 리오 그란데 협곡(Gorge)에 흐르는 리오그란데강을 가로 질러 건너는 철근 다리다. 이 다리는 1965년에 건설했으며 미국에서 일곱번쩨로 높은 다리가 된다. 다리의 높이는 200m(650피트)가 되며 기리는 390m(1280피트)가 된다. 다리위에서 내려보는 협곡과 그 사이로 흐르는 리오그란데강 경치가 장관이다. 타오스에서 64번 도로로 서북쪽으로 약10마일 정도 가면 그곳에 이른다.

## 레크리에이션
타오스에 여행객이 많이 찾아 오는 이유중의 하나는 여러 가지 레크리에이션이 가능하기 때문이기도 하다. 겨울철에는 15마일 북쪽에 있는 타오스벨리(Taos Valley)에 있는 스키휴양지가 겨울철의 레크리에이션을 제공한다. 타오스 주변에는 타오스벨리 외에도 래드리버(Red River), 엔젤파이어(Angel Fire), 시파푸(Sipapu)의 세개의 스키장이 인근 지역에 있다. 여름철에는 리오 그란데 강에서 타고 내려가는 고무보트타기(Rafting)가 유명하고 상그레더크리스토산에서 제일 높은 휠러 피크(뉴멕시코에서 가장 높은 산)의 등산 또는 하이킹의 레크리에이션이 가능하다.

## 타오스의 유명 인사들
타오스 출신 유명인사와 현재 이곳에 거주하고 있는 잘 알려진 인물을 아래에 열거한다.
- D. H. 로렌스: 영국의 소설가로 《차타레부인의 사랑》을 쓴 작가다. 그가 살았던 산속의 별장은 현재 뉴멕시코 대학에서 관리하고 있다.
- R.C. 고먼 (R.C. Gorman,1931~2005): 인디언의 피카소로 불러진 화가
- 줄리아 로버츠(1967~ ): 현재 활동중인 배우 (현재 타오스 거주)
- 도널드 럼즈펠드(1932~2021):1975년에 제럴드 포드 대통령 아래에서 13대 국방부장관, 부시 대통령 내각 아래 21대 국방부장관을 역임.(타오스에서 사망)
- 찰스 벤트(Charles Bent): 미국영토가 된 후의 첫 뉴멕시코 지역 지사였다.
- 어니스트 블루먼샤인(Ernest L. Blumenschein): 타오스 미술회를 조직했던 화가.
- 킷 카슨(Kit Carson) 서부 지역 개척자.
- 니콜라이 페친(Nicolai Fechin) 소련태생의 미술가.
- 게리 존슨(Gary Johnson) 전임 뉴멕시코주지사.
- 올더스 헉슬리 작가.

## 타오스 관련 사진들

타오스 사진들
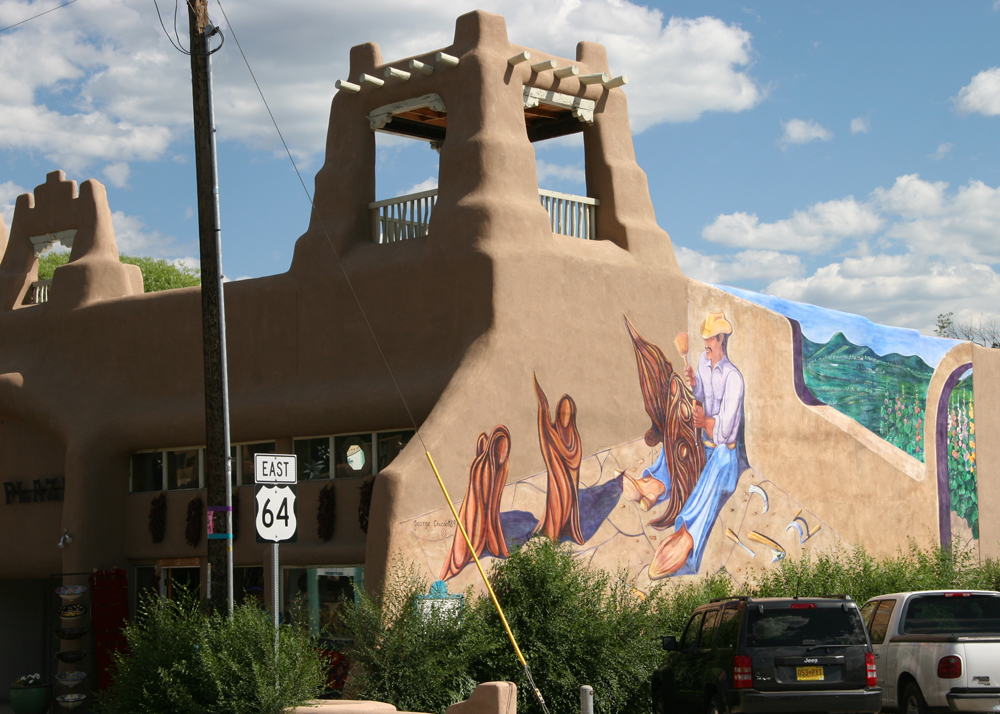
타오스 주차장 옆 건물에 그린 벽화
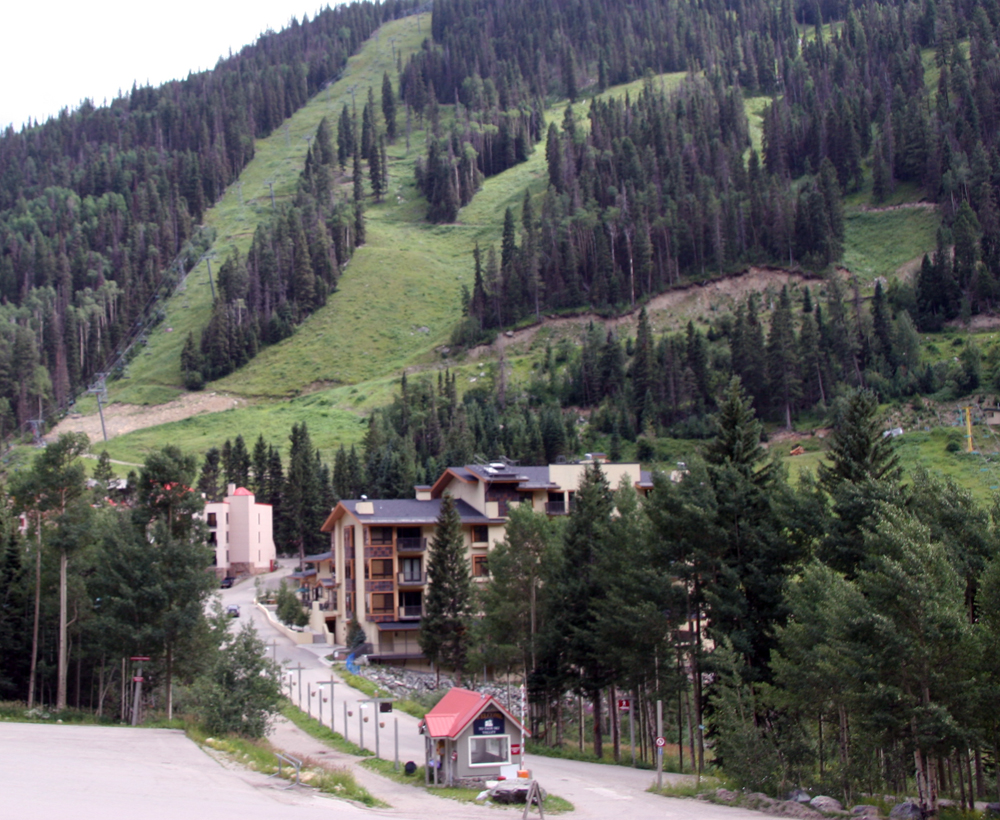
타오스 스키장의 여름 경치
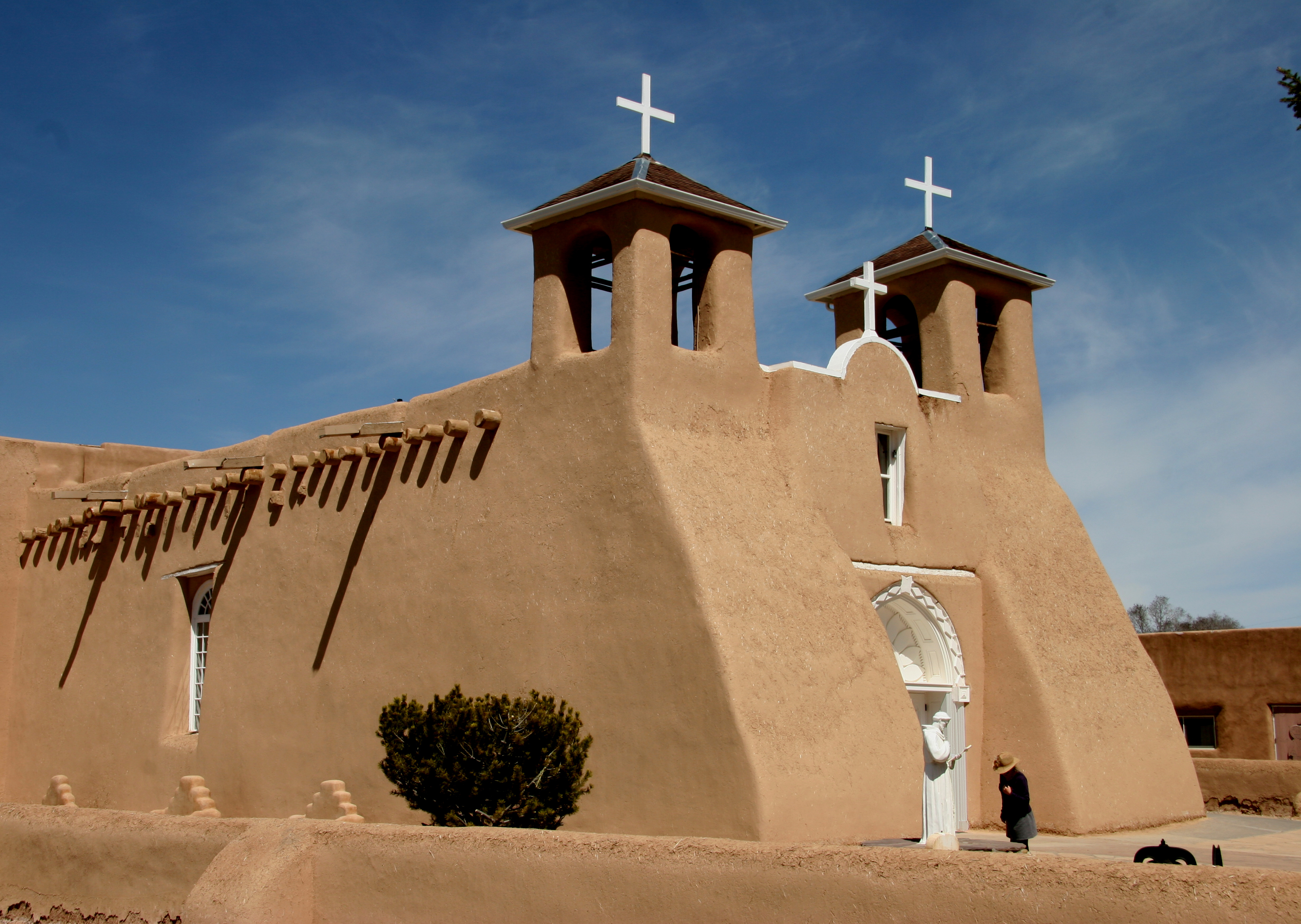
산프란시스코 아시스교회